# Myasishchev M-61
Il nome Myasishchev M-61 si riferisce al progetto di un missile da crociera sviluppato alla fine degli anni cinquanta in Unione Sovietica dall'OKB-23 di Vladimir Michajlovič Mjasiščev. Progettualmente molto simile all'S-30 di Pavel Vladimirovič Cybin, aveva però dimensioni inferiori, che avrebbero dovuto renderlo idoneo al lancio da aerei di dimensioni inferiori, come i Myasishchev M-50 e 52. Lo sviluppo di questo sistema d'arma fu interrotto nel 1960.

## Storia e descrizione tecnica
L'M-61 fu uno sviluppo dell'S-30, sviluppato dall'OKB di Cybin. I componenti dello stesso, infatti, dopo la chiusura del loro ufficio tecnico, erano stati aggregati a quello di Mjasiščev. Si trattava di due progetti molto simili, anche se il modello di Mjasiščev era di dimensioni inferiori. In particolare, il peso al lancio era di 16 tonnellate, contro le 22 del modello da cui derivava. Infatti, l'M-60 era stato progettato per operare sugli M-50/52: in questo modo, si sarebbe evitato il problema dello sviluppo dell'aereo-vettore, la cui mancanza aveva ostacolato il lavoro di Cybin e del suo OKB.
L'impianto propulsivo era il medesimo del progetto Cybin, ovvero due statoreattori Bondaryuk RD-013 con una spinta di 5.600 kg. Anche la velocità massima era la medesima. La gittata, invece, era decisamente inferiore (1.000 km, contro i 5.000 previsti per l'S-30).
Il carico bellico avrebbe dovuto essere costituito da una testata nucleare tipo RDS-6C da 400 chilotoni, del peso di 1.800 kg. Lo sgancio dall'aereo-vettore sarebbe dovuto avvenire alla velocità minima di 800 km/h, ed il volo del missile sarebbe dovuto avvenire ad un'altezza massima di 20.000 metri. In pratica, si trattava quasi delle stesse modalità operative dell'S-30.